# Must carry
Must carry er en betegnelse, der bruges om de tv- og radiostationer, som enhver ejer af fællesantenneanlæg i Danmark (herunder også kabel-tv-selskaber som YouSee og Stofa) har pligt til at distribuere ifølge Radio- og fjernsynsloven.
Det drejer sig om public service-kanalerne DR1,DR2, DR Ultra og Ramasjang, samt TV 2-regionerne-kanalerne, DRs radiokanaler P1, P2, P3 og P4 samt i et vist omfang den femte jordbaserede FM-radiokanal. Endvidere er distributørerne forpligtet til at distribuere de lokale tv- og radiostationer, der har sendetilladelse i det pågældende område. I praksis vil det sige, at kanalen 6'eren har "must carry"-status de fleste steder. I det politiske medieforlig 2010 udvidedes "must carry"-bestemmelsen til også at omfatte DR K, DR Ramasjang og Folketings-TV.
i 2012 blev TV2 en betalingskanal og derfor mister sin status som must carry-kanal.
Kanalerne skal, for at kunne opretholde deres "must carry"-status, være gratis at modtage. De må således ikke være brugerfinansieret, men alene reklamefinansieret. TV 2 Zulu mistede derfor sin must carry-status 1. januar 2003, da kanalen ophørte med at være gratis. TV 2 Charlie, TV 2 Film og TV 2 News har heller ikke "must carry"-status, idet kanalerne kræver abonnement.
Det aktuelle lovgrundlag er lov om radio- og fjernsynsvirksomhed.